# Пепловский, Эдуард Евгеньевич
Эдуард Евгеньевич Пепловский (11 апреля 1880  — 23 марта 1960) —  инженер-технолог, депутат Государственной думы Российской империи II созыва от Петроковской губернии, министр труда и социальной защиты (1919—1920) и сенатор (1928—1935) в Польше.

## Биография
Родился в дворянской семье Пепловских герба Гоздава. Выпускник варшавской гимназии[какой?]. Окончил Петербургский технологический институт; по специальности инженер-технолог. Получив диплом, работал по специальности в Домбровском угольном бассейне в городе Сосновцe. Служил на частном предприятии. Еще в студенческие годы вступил в Союз польской молодежи «Зет». В 1905 году стал членом польской Национальной лиги. Вошёл в состав польского Национального рабочего союза, в 1908 году избран в члены его Главного правления. К моменту избрания в Думу не имел никакой недвижимости.

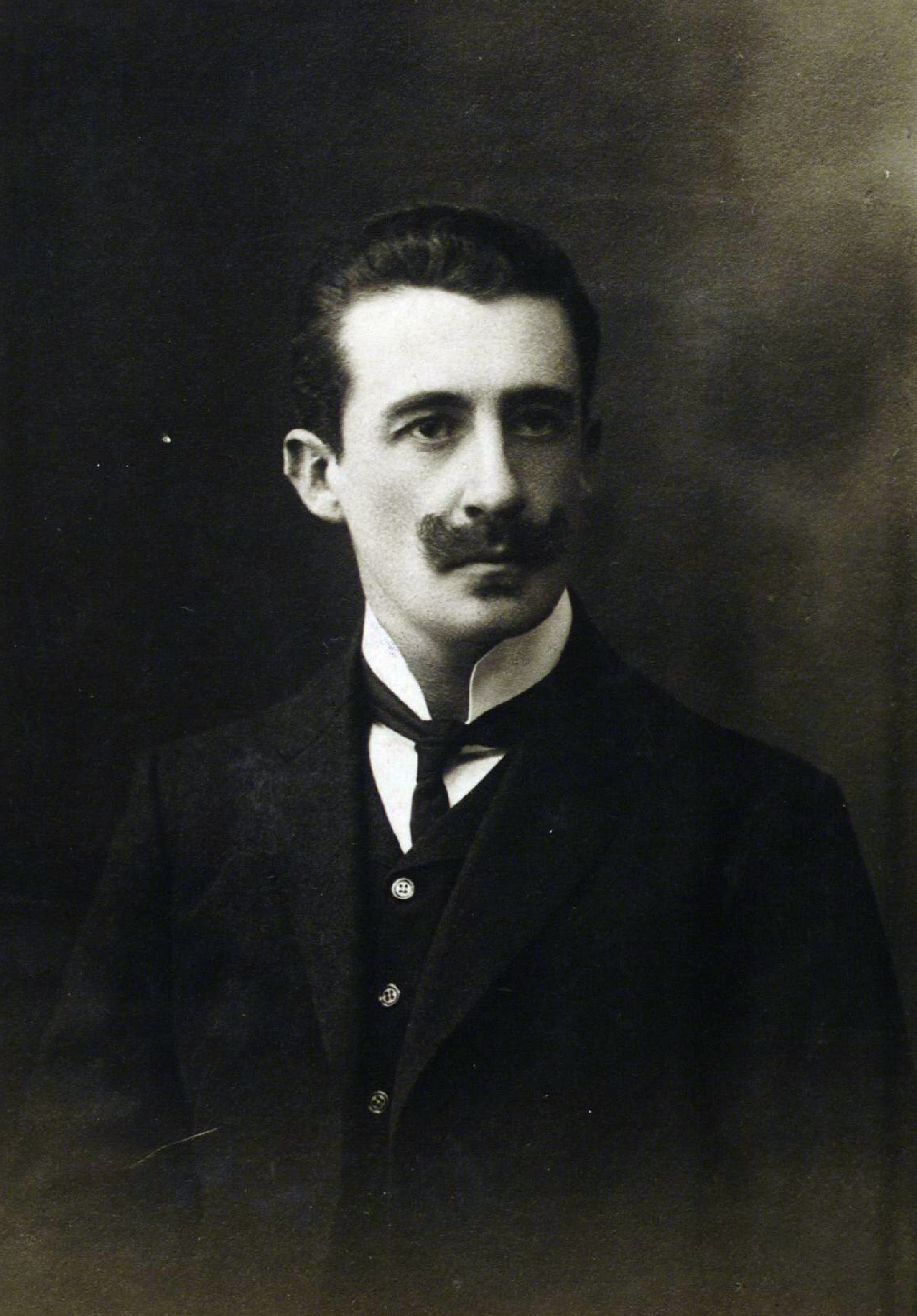
Депутат Второй Думы, 1907 г.

6 февраля 1907 года был избран в Государственную думу II созыва от общего состава выборщиков Петроковского губернского избирательного собрания. Вошёл в состав Польского коло.  Состоял в думской Комиссии по помощи безработным. Участвовал в прениях по вопросам защиты интересов рабочих, выступал за оказание помощи безработным, резко отзывался  о  политике русификации в Царстве Польском.
После роспуска Думы вернулся к работе в Домбровском угольном бассейне. 1 марта 1909 вместе с другими деятелями Национального рабочего союза был арестован, но вскоре освобождён. Эмигрировал из Российской империи, боясь политических преследований.
С 13 декабря 1919 года по 9 июня 1920 года и с 24 июля 1920 года по 5 марта 1921 года был министром труда и социального обеспечения в правительствах Леопольда Сулского и Винсенты Витоса. Позже он занимал должность главного директора Государственного шахтного и металлургического завода[уточнить]. 
В 1928—1935 годы был членом Сената второго и третьего созывов.
Похоронен в Варшаве на кладбище Старые Повонзки, участок 179, ряд 3, место 11.12.

## Семья
- Первая жена (c 1910) — (имя?) урождённая Скарбек-Чарковская (Skarbek-Czarkowska) герба Абданк (1886—1917)[2]
- Вторая жена (c 1927) — Янина Ванда урождённая Вольская герба Слеповрон (1886—1968)[2], похоронена вместе с мужем[5].

## Награды
- 1924 — Командор Ордена Возрождения Польши[4].

### Рекомендуемые источники
- Brzoza Cz., Stepan K. Poslowie polscy w Parlamente Rosyjskim, 1906—1917: Slownik biograficzny. Warszawa, 2001.
- „Kto był kim w II Rzeczypospolitej”, pod red. prof. Jacka. M. Majchrowskiego. Warszawa 1994. wyd I

### Архивы
- Российский государственный исторический архив. Фонд 1278. Опись 1 (2-й созыв). Дело 323; Дело 559. Лист 6.